# Liste heimatkundlicher Zeitschriften des Eichsfeldes
Dies ist eine Liste heimatkundlicher Zeitschriften,  die sich mit geschichtlichen, geographischen und  kulturellen Themen des Eichsfeldes beschäftigen.

## Liste
| Titel | Herausgeber | Verlag/Druck                                                   | Erschienen          | Bild |
| --- | --- | -------------------------------------------------------------- | ------------------- | ---- |
| Eichsfelder Marien-Kalender | | Cordier Heiligenstadt                                          | 1873–1941           |      |
| | |                                                                |                     |      |
| Heimatland Illustrierte Blätter für die Heimatkunde des Kreises Grafschaft Hohenstein, des Eichsfeldes und der benachbarten Gebiete | Wilhelm Kolbe | Köhler Bleicherode                                             | 1904–1923           |      |
| | |                                                                |                     |      |
| Unser Eichsfeld Untertitel: Blätter für Heimatkunde bzw. Zeitschrift des Vereins für Eichsfeldische Heimatkunde                     | Konrad Hentrich, Klemens Löffler, Julius Jäger, Verein für Eichsfeldische Heimatkunde                                    | Cordier Heiligenstadt ab 1924 Mecke Duderstadt                 | 1906–1943 1992–1993 |      |
| | |                                                                |                     |      |
| Heimatglocken | Aloys und Alphons Mecke                                                                                                  | Mecke Duderstadt                                               | 1920–1922           |      |
| Eichsfelder Heimatglocken Illustrierte Monatsschrift für Heimatkunde                                                                | Aloys Mecke | Mecke Duderstadt                                               | 1923–1924           |      |
| | |                                                                |                     |      |
| Eichsfelder Land Beilage zur Mitteldeutschen Volkszeitung Eichsfeldia                                                               | Georg Heinrich Daub | Cordier Heiligenstadt                                          | 1921–1924           |      |
| | |                                                                |                     |      |
| Mein Eichsfeld Heimatjahrbuch | | Mecke Duderstadt                                               | 1925–1940           |      |
| | |                                                                |                     |      |
| Eichsfelder Wochenpost Wochenblatt für Heimattreue Landsleute                                                                       | |                                                                | 1926–1932           |      |
| | |                                                                |                     |      |
| Eichsfelder Heimatbote Mitteilungsblatt der Arbeitsgemeinschaft der Eichsfelder im Reich                                            | Bund der Eichsfelder Vereine in der Fremde                                                                               | Stitz Heiligenstadt                                            | 1922–1943           |      |
| Eichsfelder Heimatbote Mitteilungsblatt für alle Eichsfelder Landsleute in Ost und West                                             | Wochenendbeilage der SED-Zeitung „Das Volk“                                                                              |                                                                | 1951–1966           |      |
| | |                                                                |                     |      |
| Heimatlese Ein Lesebogenwerk für die Schulen der Goldenen Mark                                                                      | Arbeitskreis für Heimatkunde in der Goldenen Mark                                                                        | Mecke Duderstadt                                               | 1950-               |      |
| | |                                                                |                     |      |
| Die Goldene Mark Zeitschrift des Heimatvereins Goldene Mark (Untereichsfeld)                                                        | Heimatverein Goldene Mark (Untereichsfeld)                                                                               | Mecke Duderstadt                                               | 1950–1952           |      |
| Die Goldene Mark Zeitschrift für die Heimatarbeit im Kreis Duderstadt                                                               | Heimatverein Goldene Mark (Untereichsfeld)                                                                               | Mecke Duderstadt                                               | 1952–1972           |      |
| Die Goldene Mark Zeitschrift für die Heimatarbeit im Untereichsfeld                                                                 | Heimatverein Goldene Mark (Untereichsfeld)                                                                               | Mecke Duderstadt                                               | 1973–1991           |      |
| | |                                                                |                     |      |
| Eichsfelder Heimatborn | Wochenendbeilage der CDU-Zeitung „Thüringer Tageblatt“                                                                   |                                                                | 1953–1969           |      |
| | |                                                                |                     |      |
| Lengenfelder Echo | Kulturbund Ortsgruppe Lengenfeld unterm Stein                                                                            | Druck Mühlhausen                                               | 1956–1960           |      |
| Lengenfelder Echo | Gemeindeverwaltung Lengenfeld unterm Stein                                                                               | Heimatstudio Lengenfeld Katz und Fischer Eschwege              | 1999-heute          |      |
| | |                                                                |                     |      |
| Eichsfelder Heimatglocken Monatszeitschrift des Bundes der Eichsfelder Vereine                                                      | Bund der Eichsfelder Vereine (Gelsenkirchen)                                                                             | Mecke Duderstadt                                               | 1952–1956           |      |
| Eichsfelder Heimatstimmen Zeitschrift des Bundes der Eichsfelder Vereine                                                            | Bund der Eichsfelder Vereine (Düsseldorf)                                                                                | R. von Acken Lingen/Ems                                        | 1957–1974           |      |
| Eichsfelder Heimatstimmen Monatszeitschrift der Eichsfelder                                                                         | Landschafts-, Heimat- und Verkehrsverband Eichsfeld (Duderstadt)                                                         | Druck Hövener Duderstadt (bis 1984) Mecke Duderstadt (ab 1984) | 1974–1992           |      |
| Eichsfeld Monatszeitschrift des Eichsfeldes                                                                                         | Heimat- und Verkehrsverband Eichsfeld e.V. (Leinefelde)                                                                  | Mecke Duderstadt                                               | 1993–2002           |      |
| Eichsfelder Heimatzeitschrift Die Monatszeitschrift für alle Eichsfelder                                                            | Helmut Mecke Duderstadt                                                                                                  | Mecke Duderstadt                                               | 2003–2021           |      |
| | |                                                                |                     |      |
| Eichsfelder Heimathefte | Pädagogisches Kreiskabinett Worbis in Verb. mit dem Kulturbund der DDR                                                   | Eichsfelddruck Heiligenstadt                                   | 1960–1990           |      |
| | |                                                                |                     |      |
| Eichsfeld-Jahrbuch | Verein für Eichsfeldische Heimatkunde und Heimatverein Goldene Mark (Untereichsfeld)                                     | Mecke Duderstadt                                               | 1993-heute          |      |
| | |                                                                |                     |      |
| Heiligenstädter Schriften | verschiedene Hrsg. in Verb. mit der Bürgermeister-Wolters-Stiftung und dem Heiligenstädter Geschichts- und Museumsverein | Cordier Heiligenstadt                                          | nach 1995–heute     |      |

## Weitere Zeitschriften
Hier werden Zeitschriften aufgeführt, die nur kurze Zeit mit wenigen Publikationen erschienen:
- Eichsfelder Monatsblätter (1913–1914), Selbstverlag Heiligenstadt
- Duderstädter Heimatkalender (1911), Heimatkundlicher Verein Untereichsfeld
- Eichsfelder Heimatborn (1924), Cordier Heiligenstadt
- Worbiser Heimathefte. Aus Natur und Heimat unseres Eichsfeldes für Schule und Elternhaus. (1956),[10] Hrsg. Martin Strecker, Willi Weitz, Helmut Stelzer (Kulturbund zur Demokratischen Erneuerung Deutschlands, Kreiskommission Natur- und Heimatfreunde), Druckerei Edgar Schwerdt Dingelstädt
- Eichsfelder Pforte. Programmheft des Kulturbundes zur demokratischen Erneuerung Deutschlands. (1955–1956), Kulturbund der DDR
- Das Eichsfeld. Beiträge zur Geschichte, Kirche und Tradition. (1990–1991), Hrsg. Konrad-Martin-Kreis
- Jahresblätter für Göttingen und das Eichsfeld. (1991) (Vorgänger: Göttinger Jahresblätter. 1978–1990), Hrsg. Göttinger Tageblatt
- Jahrbuch zur Landeskunde des Eichsfeldes. (Nr. 1/1984, dann jährliches Erscheinen geplant, keine weiteren Quellenangaben)